# 20,3 cm SKC/34
20,3 cm SKC/34 — 203-миллиметровое корабельное артиллерийское орудие, разработанное и производившееся в Германии. Состояло на вооружении Кригсмарине. Устанавливалось на тяжёлых крейсерах типа «Адмирал Хиппер». Кроме того, применялось в береговой обороне. Использовалось во Второй мировой войне.

## История создания

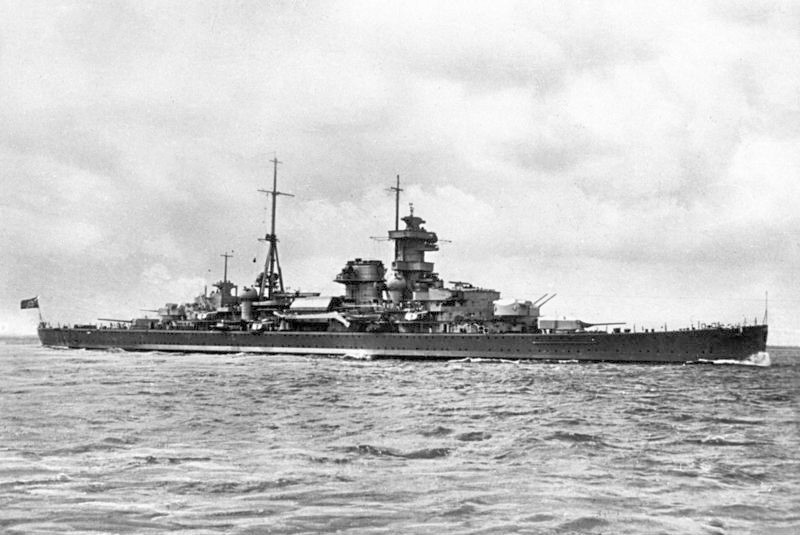
«Адмирал Хиппер» — головной корабль серии.

До начала 1930-х годов немецкий флот не использовал артиллерийские системы калибра 8” (203,2 мм).  В этом классе орудий у немецких моряков имелись 210-мм пушки 21 cm SK L/40 и 21 cm  SK L/45, которыми оснащались броненосные крейсера императорского флота.  После поражения Германии в Первой мировой войне,  Рейхсмарине, ограниченные условиями Версальского договора, строили из крупных  кораблей лишь лёгкие крейсера со 150-мм пушками и «карманные линкоры», вооружённые мощными 283-мм орудиями, которые поставили под сомнение само существование класса тяжёлых крейсеров.  Тем не менее, в середине 1930-х годов возрождаемый немецкий флот также обратился к идее «вашингтонского» крейсера. Кригсмарине теперь претендовали на статус флота великой морской державы, что подразумевало наличие кораблей всех основных классов. 
Работы по проектированию немецкого тяжёлого крейсера начались ещё в 1934 году. Почти сразу стало ясно, что вместить в договорное водоизмещение 10 000 тонн восемь 203-мм пушек, адекватную броневую защиту и машины, способные обеспечить скорость 32 узла, будет практически невозможно. Выдвигалась идея снизить калибр артиллерии до 190 мм, но выяснилось, что это даёт экономию лишь в 100 тонн. Германия в этот период уже фактически попирала условия Версальского договора, но  А. Гитлер в то время ещё предпочитал сохранять респектабельность во внешней политике, поэтому официально проект нового корабля оставался в рамках 10 000 тонн.
Англо-германский морской договор, заключённый в 1935 году, обязывал Германию соблюдать международные ограничения, в том числе и те, что были установлены Вашингтонским договором 1922 года. Это означало, что стандартное водоизмещение новых крейсеров Кригсмарине, которых они имели право построит 5 единиц, не должно было превышать 10 000 тонн. Ещё до этого, в 1934 году, был выдан заказ на строительство двух первых крейсеров, а в апреле 1935 года началась детальная разработка проекта. При этом было изначально ясно, что реальное стандартное водоизмещение значительно превысит договорной предел.

## Конструкция
Орудие было разработано немецким концерном «Крупп» и стало первой пушкой такого калибра в германском флоте. Орудие предназначалось специально для тяжёлых крейсеров типа «Адмирал Хиппер». 20,3 cm SKC/34 состояло из внутренней трубы, внешней трубы,  лейнера и казенника. Лейнер вставлялся с казённой части и весил 5580 кг. Затвор был клиновым, горизонтального типа и весил 450 кг. Живучесть ствола оценивалась в 500 выстрелов полным зарядом.
| Бронебойный Pz.Gr. L/4,4          | 122 | 122 | 89,5 | 2,3  | 1,9 |
| Полубронебойный Spr.Gr. L/4,7 Bdz | 122 | 122 | 95,6 | 6,54 | 5,3 |
| Фугасный Spr.Gr. L/4,7 Kz         | 122 | 122 | 95,3 | 8,93 | 7,3 |